# Kip (Sirač)
Kip is een plaats in de gemeente Sirač in de Kroatische provincie Bjelovar-Bilogora. De plaats telt 182 inwoners (2001).